# Wydział Inżynieryjno-Ekonomiczny Uniwersytetu Ekonomicznego we Wrocławiu
Wydział Inżynieryjno-Ekonomiczny Uniwersytetu Ekonomicznego we Wrocławiu (WIE UE we Wrocławiu) – jeden z 4 wydziałów Uniwersytetu Ekonomicznego we Wrocławiu, powstały w 1954 roku jako jeden z pierwszych wydziałów tej uczelni. Kształci studentów na kierunku zarządzanie i inżynieria produkcji na studiach stacjonarnych oraz niestacjonarnych.
W ramach Wydziału Inżynieryjno-Ekonomicznego znajdują się 2 instytuty, w skład których wchodzi 17 katedr. Aktualnie zatrudnionych jest 144 pracowników naukowo-dydaktycznych (z czego 10 profesorów tytularnych, 21 doktorów habilitowanych, 64 doktorów i 49 magistrów inżynierów). Wydział współpracuje również z emerytowanymi profesorami, których autorytet wspiera zarówno proces dydaktyczny, jak i przede wszystkim wymianę międzynarodową.
Według stanu na 2007 rok na wydziale studiuje łącznie 2026 studentów, w tym na studiach dziennych, na studiach zaocznych oraz kilkunastu doktorantów odbywających studia trzeciego stopnia.

## Historia
Obecny Wydział Inżynieryjno-Ekonomiczny powstał w 1954 roku wraz z przekształceniem prywatnej Wyższej Szkoły Handlowej we Wrocławiu w państwową Wyższą Szkołę Ekonomiczną. Rozpoczął on swoją działalność w roku akademickim 1954/55 jako Wydział Inżynieryjno-Ekonomiczny Przemysłu Rolno-Spożywczego. Inicjatorem jego utworzenia był ówczesny prorektor prof. Krzysztof Jeżowski. Wydział ten kształcił ekonomistów znajdujących zatrudnienie początkowo w przemyśle spożywczym, a po pewnym okresie także w przemyśle chemicznym.
Na przełomie 1957 i 1958 roku nastąpiły zmiany w strukturze organizacyjnej wydziału, które pociągnęły za sobą zmianę nazwy na Wydział Inżynieryjno-Ekonomiczny Przemysłu Spożywczego. Dziesięć lat później, czyli w 1968 roku, w wyniku kolejnych przekształceń przyjęto nazwę Wydział Inżynieryjno-Ekonomiczny Przemysłu. W maju 1969 roku utworzono na wydziale dwa instytuty: Instytut Technologii Przemysłu oraz Instytut Ekonomiki i Organizacji Przedsiębiorstw Przemysłowych. Pierwszy z wymienionych instytutów przemianowano w marcu 1972 roku na Instytut Technologii Przemysłu Chemicznego i Spożywczego. W drugiej połowie 1989 roku zmieniono strukturę Instytutu Technologii Przemysłu Chemicznego i Spożywczego (powstały trzy nowe zakłady i dwie pracownie). W związku z tymi zmianami do pierwszej połowy 1991 roku w skład Wydziału Inżynieryjno-Ekonomicznego Przemysłu wchodziły:
- Instytut Technologii Przemysłu Chemicznego i Spożywczego (7 zakładów)
- Katedra Ekonomiki i Organizacji Gospodarki Żywnościowej
- Katedra Analizy i Diagnostyki Ekonomicznej

Ustawa o szkolnictwie wyższym z 1990 roku zmieniła statut uczelni, zgodnie z którym jej podstawową jednostką organizacyjną stał się wydział, a na wydziale takimi jednostkami były katedry. Spowodowało to reorganizację Wydziału Inżynieryjno-Ekonomicznego Przemysłu. Instytut Technologii Przemysłu Chemicznego i Spożywczego został zlikwidowany, a zakłady do tej pory wchodzące w jego skład uzyskały od 1 października 1991 roku status samodzielnych katedr.
W 1999 roku miała miejsce ostatnia jak do tej pory zmiana nazwy wydziału na Wydział Inżynieryjno-Ekonomiczny. W 2003 roku miała miejsce jeszcze jedna istotna reorganizacja polegająca na powołaniu dwóch instytutów, z których każdy skupiał katedry o podobnym profilu naukowo-badawczym.
W początkowym okresie swojej działalności wydział kształcił studentów na kierunku ekonomika i organizacja przemysłu spożywczego. W 1967 roku został utworzony kolejny kierunek: ekonomika i organizacja przemysłu chemicznego. W związku z reorganizacją kształcenia w szkołach wyższych, dokonaną w 1990 roku z inicjatywy Rady Głównej Szkolnictwa Wyższego, zlikwidowano istniejące na wydziale kierunki, podobnie jak wiele innych kierunków prowadzonych przez wyższe uczelnie w Polsce. Od roku akademickiego 1992/1993 do roku 1998/1999 wydział prowadził rekrutację na kierunek technologia żywności i żywienie człowieka. W roku akademickim 1999/2000 wydział rozpoczął kształcenie studentów na kierunku zarządzanie i inżynieria produkcji.

## Władze (2012-2016)
- Dziekan: dr hab. inż. Zbigniew Garncarek, prof. UE
- Prodziekan ds. Studiów Stacjonarnych: dr hab. inż. Anna Cierniak-Emerych
- Prodziekan ds. Studiów Niestacjonarnych: dr hab. inż. Tomasz Lesiów, prof. UE
- Prodziekan ds Nauki i Rozwoju Wydziału: dr hab. inż. Irena Szczygieł, prof. UE

## Poczet dziekanów
1. 1954–1958: doc. Alfred Simmler – technolog żywienia (uprawa roślin)
2. 1958–1960: doc. dr inż. Alfred Śliwa – chemik
3. 1960–1962: doc. Karol Gerlicz(inne języki) – chemik
4. 1962–1966: prof. dr hab. inż. Józef Berak(inne języki) – chemik (chemia nieorganiczna)
5. 1966–1969: prof. dr hab. inż. Tadeusz Talik – chemik (chemia bioorganiczna)
6. 1969–1981: prof. dr hab. inż. Jerzy Ziobrowski(inne języki) – chemik (technologia fermentacji i biosyntezy)
7. 1981–1987: prof. dr hab. inż. Tadeusz Talik – chemik (chemia bioorganiczna)
8. 1987–1988: prof. dr hab. inż. Jerzy Ziobrowski – chemik (technologia fermentacji i biosyntezy)
9. 1988–1990: prof. dr hab. inż. Teresa Znamierowska – chemik (chemia ciała stałego, chemia nieorganiczna)
10. 1990–1993: prof. dr hab. Romuald Bogoczek – chemik (chemii i technologii organicznej reaktywnych polimerów)
11. 1993–1996: prof. dr hab. inż. Władysław Leśniak – technolog żywienia (biotechnologia, technologia fermentacji)
12. 1996–2002: prof. dr hab. inż. Teresa Znamierowska – chemik (chemia ciała stałego, chemia nieorganiczna)
13. 2002–2005: prof. dr hab. inż. Władysław Leśniak – technolog żywienia (biotechnologia, technologia fermentacji)
14. 2005–2012: prof. dr hab. inż. Władysław Czupryk – budowa i eksploatacja maszyn (inżynieria materiałowa, trybologia)
15. od 2012 r.: dr hab. inż. Zbigniew Garncarek – biotechnolog (technologia żywności i żywienia)

## Kierunki kształcenia
Począwszy od roku akademickiego 2007/2008 kształcenie na Wydziale Inżynieryjno-Ekonomicznym prowadzone jest w systemie dwustopniowym na kierunku zarządzanie i inżynieria produkcji. Pierwszy stopień trwa 3,5 roku i kończy się uzyskaniem dyplomu inżyniera. Po ich ukończeniu można kontynuować studia drugiego stopnia trwające 1,5 roku i kończące się uzyskaniem dyplomu magistra.
Na pierwszym stopniu studiów oferowane są następujące specjalności:
- inżynieria produktów żywnościowych
- inżynieria produktów chemicznych
- inżynieria ochrony środowiska
- inżynieria bioproduktów

Z kolei na drugim stopniu studiów są realizowane następujące specjalności:
- przedsiębiorczość i innowatyka
- zarządzanie produkcją i usługami
- zarządzanie rozwojem
- zarządzanie technologią

Wydział Inżynieryjno-Ekonomiczny prowadzi także studia podyplomowe:
- bezpieczeństwo i higiena pracy
- controlling wspomagany komputerowo
- MS Excel w controllingu dla zaawansowanych
- rachunkowość i podatki w rolnictwie
- zarządzanie jakością w przedsiębiorstwie

Wydział ma uprawnienia do nadawania następujących stopni naukowych:
- doktora nauk ekonomicznych w zakresie ekonomii
- doktora nauk rolniczych w zakresie technologii żywności i żywienia

## Struktura organizacyjna

### Instytut Chemii i Technologii Żywności
Kierownik: dr hab. inż. Hanna Pińkowska
Kontakt:
ul. Komandorska 118/120, budynek H, 53-345 Wrocław

#### Katedra Chemii Bioorganicznej
Kierownik: dr hab. inż. Jadwiga Anna Lorenc
Kontakt:
ul. Komandorska 118/120, budynek H, 53-345 Wrocław
www: www.ue.wroc.pl
W Katedrze Chemii Bioorganicznej UE we Wrocławiu zatrudnionych jest obecnie 14 pracowników naukowo-dydaktycznych:
- prof. dr hab. Jerzy Hanuza
- dr hab. inż. Jadwiga Anna Lorenc
- dr inż. Edyta Kucharska
- dr inż. Hanna Ciurla
- dr inż. Maria Wandas
- dr Iwona Bryndal
- dr Lucyna Dymińska
- dr Patrycja Godlewska
- dr Jacek Michalski
- dr Wojciech Sąsiadek
- mgr inż. Barbara Palasek
- mgr inż. Paulina Ropuszyńska-Robak
- mgr inż. Wojciech Syska
- mgr Adam Zając

#### Katedra Chemii Nieorganicznej
Kierownik: dr hab. inż. Irena Szczygieł, prof. UE
Kontakt:
ul. Komandorska 118/120, budynek H, 53-345 Wrocław
www: www.kcn.ue.wroc.pl
W Katedrze Chemii Nieorganicznej UE we Wrocławiu zatrudnionych jest obecnie 17 pracowników naukowo-dydaktycznych:
- dr hab. inż. Irena Szczygieł, prof. UE
- dr inż. Tadeusz Beran
- dr inż. Wanda Jungowska-Hornowska
- dr inż. Aleksandra Matraszek
- dr inż. Dagmara Piotrowska
- dr inż. Alicja Stankiewicz
- dr Szymon Bandrowski
- dr Ewa Radomińska
- dr Witold Urbanik
- mgr inż. Katarzyna Karolina Winiarska
- mgr inż. Beata Wojtyło
- mgr inż. Beata Salamon
- mgr Zofia Jagoda
- mgr Agata Miech
- Piotr Jasiński
- Piotr Kałęka
- Irena Pierożek
- Zbigniew Piotrowski

#### Katedra Aparatury i Inżynierii Procesowej
Kierownik: dr hab. inż. Ryszard Konieczny
Kontakt:
ul. Komandorska 118/120, budynek H, 53-345 Wrocław
www: www.kaiip.ue.wroc.pl
W Katedrze Aparatury i Inżynierii Procesowej UE we Wrocławiu zatrudnionych jest obecnie 13 pracowników naukowo-dydaktycznych:
- dr hab. inż. Władysław Czupryk
- dr inż. Michał Krawiec
- dr inż. Bartosz Pieczaba
- dr inż. Grzegorz Rogula
- dr inż. Magdalena Rychlik
- dr inż. Janusz Stanisławski
- mgr inż. Bogdan Chomicki
- mgr inż. Jerzy Kobryn
- Krzysztof Moraszka
- Stanisław Nolbert
- Marcin Romański
- Helena Wańkowicz
- Irena Wielkopolska

#### Katedra Technologii Żywności Pochodzenia Zwierzęcego
Kierownik: prof. dr hab. inż. Janina Wołoszyn
Kontakt:
ul. Komandorska 118/120, budynek H, 53-345 Wrocław
www: www.ue.wroc.pl
W Katedrze Technologii Żywności Pochodzenia Zwierzęcego UE we Wrocławiu zatrudnionych jest obecnie 9 pracowników naukowo-dydaktycznych:
- prof. dr hab. inż. Teresa Skrabka-Błotnicka
- prof. dr hab. inż. Janina Wołoszyn
- dr inż. Gabriela Iwona Haraf
- dr hab. inż. Andrzej Okruszek
- dr inż. Małgorzata Janczar-Smuga
- dr inż. Agnieszka Orkusz
- mgr inż. Monika Edyta Wereńska
- Elżbieta Keller-Brzoza
- Krystyna Szczepaniak

#### Katedra Technologii Chemicznej
Kierownik: dr hab. inż. Elżbieta Kociołek-Balawejder
Kontakt:
ul. Komandorska 118/120, budynek H, 53-345 Wrocław
www: www.ktch.ue.wroc.pl
W Katedrze Technologii Chemicznej UE we Wrocławiu zatrudnionych jest obecnie 12 pracowników naukowo-dydaktycznych:
- dr hab. inż. Elżbieta Kociołek-Balawejder
- dr inż. Agnieszka Ciechanowska
- dr inż. Irena Jacukowicz-Sobala
- dr hab. inż. Daniel Ociński
- dr inż. Hanna Pińkowska
- dr inż. Joanna Surowiec
- dr inż. Paweł Wolak
- mgr inż. Ewa Stanisławska
- mgr inż. Łukasz Wilk
- mgr inż. Adrianna Złocińska
- mgr inż. Marta Żebrowska
- inż. Teresa Deperas

#### Katedra Biotechnologii i Analizy Żywności
Kierownik: dr hab. inż. Waldemar Podgórski
Kontakt:
ul. Komandorska 118/120, budynek H, 53-345 Wrocław
www: www.ue.wroc.pl
W Katedrze Biotechnologii i Analizy Żywności UE we Wrocławiu zatrudnionych jest obecnie 14 pracowników naukowo-dydaktycznych:
- dr hab. Waldemar Podgórski, prof. UE
- dr hab. inż. Zbigniew Garncarek
- dr inż. Joanna Paulina Harasym
- dr inż. Barbara Garncarek
- dr Remigiusz Olędzki
- dr inż. Ludmiła Bogacz-Radomska
- mgr inż. Katarzyna Górska
- mgr inż. Tomasz Podeszwa
- dr inż. Elżbieta Halina Gąsiorek
- dr inż. Ewa Walaszczyk
- Dorota Smolińska

#### Katedra Analizy Jakości
Kierownik: dr hab. inż. Tomasz Lesiów
Kontakt:
ul. Komandorska 118/120, budynek H, 53-345 Wrocław
www: www.ue.wroc.pl
W Katedrze Analizy Jakości UE we Wrocławiu zatrudnionych jest obecnie 6 pracowników naukowo-dydaktycznych:
- dr hab. inż. Tomasz Lesiów
- dr hab. inż. Katarzyna Maria Szołtysek
- dr inż. Szymon Dziuba
- dr inż. Wiesław Ładoński
- mgr Agnieszka Piekara
- Barbara Łagódka

#### Katedra Inżynierii Bioprocesowej
Kierownik: prof. dr hab. inż. Tadeusz Miśkiewicz
Kontakt:
ul. Komandorska 118/120, budynek H, 53-345 Wrocław
www: www.kib.ue.wroc.pl
W Katedrze Inżynierii Bioprocesowej UE we Wrocławiu zatrudnionych jest obecnie 10 pracowników naukowo-dydaktycznych:
- prof. dr hab. inż. Edmund Cibis
- prof. dr hab. inż. Tadeusz Miśkiewicz
- dr hab. inż. Małgorzata Krzywonos
- dr hab. Maria Trzcińska
- dr inż. Daniel Borowiak
- dr inż. Agnieszka Ryznar-Luty
- dr inż. Marek Urban
- mgr inż. Krzysztof Lutosławski

- dr inż. Marta Wilk

### Instytut Nauk Ekonomicznych
Kierownik: prof. dr hab. inż. Stanisław Urban
Kontakt:
ul. Komandorska 118/120, budynek H, 53-345 Wrocław

#### Katedra Zarządzania Finansami Przedsiębiorstwa
Kierownik: prof. dr hab. inż. Stefan Wrzosek
Kontakt:
ul. Komandorska 118/120, budynek H, 53-345 Wrocław
www: www.ue.wroc.pl
W Katedrze Zarządzania Finansami Przedsiębiorstwa UE we Wrocławiu zatrudnionych jest obecnie 7 pracowników naukowo-dydaktycznych i 2 doktorantów:
- prof. dr hab. inż. Stefan Wrzosek
- dr hab. Grzegorz Marek Michalski
- dr inż. Robert Golej
- dr inż. Hanna Sikacz
- dr Piotr Paszko
- dr Katarzyna Prędkiewicz
- dr Adam Węgrzyn
- mgr inż. Halina Pruchniewicz (sekretariat)
- mgr Agnieszka Brożyna (doktorantka)
- mgr Katarzyna Fita (doktorantka)

#### Katedra Ekonomiki i Organizacji Gospodarki Żywnościowej
Kierownik: dr hab. inż. Anna Olszańska
Kontakt:
ul. Komandorska 118/120, budynek H, 53-345 Wrocław
www: www.ue.wroc.pl
W Katedrze Ekonomiki i Organizacji Gospodarki Żywnościowej UE we Wrocławiu zatrudnionych jest obecnie 7 pracowników naukowo-dydaktycznych:
- dr inż. Anna Kowalska
- dr hab. inż. Anna Olszańska
- dr inż. Arkadiusz Piwowar
- dr hab. inż. Joanna Szymańska
- mgr inż. Agnieszka Tarnowska
- Krystyna Kapelusz

#### Katedra Rachunkowości, Controllingu, Informatyki i Metod Ilościowych
Kierownik: dr hab. Andrzej Bytniewski, prof. UE
Kontakt:
ul. Komandorska 118/120, budynek H, 53-345 Wrocław
www: www.kricp.ue.wroc.pl
W Katedrze zatrudnionych jest obecnie 14 pracowników naukowo-dydaktycznych:
- dr hab. Andrzej Bytniewski, prof. UE
- dr Aleksandra Bryła
- dr Anna Chojnacka-Komorowska
- dr Maria Forlicz
- dr inż. Marcin Hernes
- dr inż. Łukasz Kuźmiński
- dr inż. Kamal Matouk
- dr hab. Andrzej Misztal
- dr inż. Jerzy Mońka
- dr inż. Michał Nadolny
- dr Krzysztof Ryszard Nowosielski
- dr inż. Paweł Rumniak
- dr Wioletta Turowska
- dr inż. Adam Zawadzki
- mgr Marzenna Wojtkowiak (starszy referent)

#### Katedra Pracy i Stosunków Przemysłowych
Kierownik: prof. dr hab. inż. Małgorzata Gableta
Kontakt:
ul. Komandorska 118/120, budynek H, 53-345 Wrocław
www: www.ue.wroc.pl
W Katedrze Pracy i Stosunków Przemysłowych UE we Wrocławiu zatrudnionych jest obecnie 5 pracowników naukowo-dydaktycznych oraz 5 doktorantów:
- prof. dr hab. inż. Małgorzata Gableta
- dr hab. Anna Cierniak-Emerych, prof. UE
- dr Andrzej Bodak
- dr Agata Pietroń-Pyszczek
- dr Katarzyna Piwowar-Sulej
- mgr inż. Magdalena Borowska (doktorant)
- mgr inż. Paulina Garncarek (doktorant)
- mgr inż. Tomasz Jasiński (doktorant)
- mgr inż. Anna Zdzisława Król-Jasińska (doktorant)
- mgr Katarzyna Okuniewicz (doktorant)

#### Katedra Ekonomii i Badań nad Rozwojem
Kierownik: prof. dr hab. Romuald Jończy
Kontakt:
ul. Komandorska 118/120, budynek H, 53-345 Wrocław
www: www.ue.wroc.pl
W Katedrze Ekonomii i Badań nad Rozwojem UE we Wrocławiu zatrudnionych jest obecnie 7 pracowników naukowo-dydaktycznych oraz 2 doktorantów:
- prof. dr hab. Romuald Jończy
- dr inż. Alicja Małgorzata Graczyk
- dr Monika Grabowska
- dr Bartosz Scheuer
- dr Wiktor Szydło
- dr Katarzyna Łomako
- mgr Martyna Roczek
- mgr Alicja Nahajowska (doktorant)
- mgr Katarzyna Łukaniszyn-Domaszewska (doktorant)

#### Katedra Informatyki Ekonomicznej
Kierownik: dr hab. Andrzej Bytniewski
Kontakt:
ul. Komandorska 118/120, budynek H, 53-345 Wrocław
www: www.kie.ue.wroc.pl
W Katedrze Informatyki Ekonomicznej UE we Wrocławiu zatrudnionych jest obecnie 6 pracowników naukowo-dydaktycznych:
- dr hab. Andrzej Bytniewski
- dr inż. Marcin Hernes
- dr inż. Kamal Matouk
- dr Anna Chojnacka-Komorowska
- dr Marianna Kowalska
- mgr Martyna Roczek

#### Katedra Zarządzania Przedsiębiorstwem
Kierownik: prof. dr hab. inż. Barbara Olszewska
Kontakt:
ul. Komandorska 118/120, budynek H, 53-345 Wrocław
www: www.ue.wroc.pl
W Katedrze Zarządzania Przedsiębiorstwem UE we Wrocławiu zatrudnionych jest obecnie 6 pracowników naukowo-dydaktycznych oraz 6 doktorantów:
- prof. dr hab. inż. Barbara Olszewska
- dr inż Małgorzata Matyja
- dr Maciej Czarnecki
- dr Estera Piwoni-Krzeszowska
- mgr inż. Krzysztof Raczkowski
- Ewelina Lewandowska
- mgr Justyna Cyga (doktorant)
- mgr inż. Agnieszka Jędrysiak (doktorant)
- mgr Magdalena Rajchelt (doktorant)
- mgr Małgorzata Socha (doktorant)
- mgr inż. Łukasz Szczypiński (doktorant)
- mgr Łukasz Żabski (doktorant)

#### Katedra Metod Ilościowych w Ekonomii
Kierownik: dr Józef Magiera
Kontakt:
ul. Komandorska 118/120, budynek H, 53-345 Wrocław
www: www.ue.wroc.pl
W Katedrze Metod Ilościowych w Ekonomii UE we Wrocławiu zatrudnionych jest obecnie 6 pracowników naukowo-dydaktycznych:
- dr hab. inż. Łukasz Kuźmiński
- dr inż. Dorota Kwiatkowska-Ciotucha
- dr inż. Michał Nadolny
- dr inż. Urszula Załuska
- dr Józef Magiera
- dr Maria Forlicz

## Adres
Wydział Inżynieryjno-Ekonomiczny
Uniwersytetu Ekonomicznego we Wrocławiu
ul. Komandorska 118/120,
53-345 Wrocław